# Национальный центр биотехнологической информации
Национальный центр биотехнологической информации США (англ. National Center for Biotechnological Information, NCBI).
Основан в 1988 году в Бетесда (штат Мэриленд, США) как центральный институт обработки и хранения данных молекулярной биологии. Является частью Национальной медицинской библиотеки США (англ. United States National Library of Medicine, NLM), подраздела Национальных институтов здоровья (англ. National Institutes of Health, NIH).
С 1989 по 2017 год центром руководил Дэвид Липман, один из авторов программы поиска локальных выравниваний BLAST и широко признанный профессионал в области биоинформатики. Он также руководил научными программами центра, включая научные группы Стефана Альтшуля (соавтор программы BLAST), Дэвида Ландсмана, Евгения Кунина. С сентября 2022 года центр возглавляет Стивен Шерри.
NCBI предоставляет информацию о базах данных белковых доменов, ДНК (GenBank) и РНК, базах данных статей научной литературы (PubMed) и таксономичной информации (TaxBrowser), обеспечивает поиск данных о конкретном биологическом виде (Taxonomy). Также содержит различные стандартные программы биоинформатики (BLAST). Базы данных доступны через поисковую систему Entrez.

## Задачи NCBI
- Создание автоматизированных систем для хранения и анализа данных по молекулярной биологии, биомедицине и генетике.
- Компьютерная обработка данных полученных в исследованиях структуры и значения биологически активных молекул и веществ.
- Содействие широкому использованию баз данных и программного обеспечения для исследователей в области биотехнологий и медицинского персонала.
- Координирование усилий по накоплению биотехнологической информации по всему миру.

Ежегодно под эгидой NCBI проводятся семинары и научные конференции, посвящённые проблемам молекулярной биологии, генетики, биомедицины. NCBI занимается образовательной деятельностью, в том числе в режиме on-line.